# Изток (САЩ)
Вижте пояснителната страница за други значения на Изток.
Изтокът или Източните Съединени щати (на английски: Eastern United States, the East) е регион в САЩ традиционно обозначаващ щатите на изток от р. Мисисипи. Изтокът е с население от около 148 000 000 жители.
Щатите най-често включвани към Източните Съединени щати от запад на изток са: Уисконсин, Илинойс, Кентъки, Тенеси, Мисисипи, Алабама, Флорида, Джорджия, Северна Каролина, Южна Каролина, Вирджиния, Западна Вирджиния, Охайо, Индиана, Мичиган, Мериленд, Делауеър, Пенсилвания, Ню Йорк, Ню Джърси, Кънектикът, Род Айлънд, Масачузетс, Ню Хампшър, Върмонт и Мейн.